# Pteleós (Magnésie)
Pteleós, en grec moderne : Πτελεός, ou Pteleó, Ftelió (Πτελεό, Φτελιό) est un village et un ancien dème de Thessalie en Grèce-Centrale. Depuis 2010, il fait partie du dème d'Almyrós.
Selon le recensement de 2011, la population du dème compte 1 512 habitants tandis que celle du village s'élève à 1 140 habitants.